# 共同開発運動
共同開発運動（きょうどうかいはつうんどう、フランス語: Mouvement Commun pour le Développement、略称:MCD、英語:  Common Movement for Development）は、ガボンの政党。党首は首相、経済社会評議会議長などを歴任したポール・ビヨゲ・ムバ（ポール・ビヨゲ・ンバ）。
2001年の総選挙では下院に1議席を獲得した。2002年11月、ガボン民主党に合流し吸収合併された。